# Varvaria
Varvaria je antičko naselje na mjestu današnjega Bribira kod Skradina.
Bribir je bogato arheološko nalazište iz prapovijesnoga, antičkog i srednjovjekovnoga doba. Na lokalitetu Pećane pronađene su kremene izrađevine iz paleolitičkoga razdoblja. Na Krivači se nalaze ostatci neolitičkoga naselja, a na Dolu je više prapovijesnih ognjišta. Najvažniji je lokalitet 300 m visoka Glavica iznad Bribira, naseljena već od eneolitika i ranoga brončanoga doba. Ondje se poslije razvilo utvrđeno liburnsko naselje, a nakon rimskoga zauzeća municipium Varvariae. Iz antičkoga doba ističu se impozantne gradske zidine građene od velikih kamenih blokova, koje su obuhvaćale površinu od približno 72 000 m2, istočna gradska vrata, zgrade, sustav javnih cisterni za opskrbu grada vodom, rimski mauzolej sa sarkofazima.